# Penzsinai járás

A Penzsinai járás a Kamcsatkai határterületen

A Penzsinai járás (oroszul Пенжинский район) Oroszország egyik járása a Kamcsatkai határterületen. Székhelye Kamenszkoje falu.

## Népesség
- 2002-ben 2 990 lakosa volt, akik főleg korjákok, oroszok, evenek és csukcsok.
- 2010-ben 2 341 lakosa volt.